# هيرفي دي ويت غريسوولد
هيرفي دي ويت غريسولد (بالإنجليزية: Hervey De Witt Griswold) هو كاتب ومبشر أمريكي. كَتَب العديد من الكتب حول الهندوسية القديمة، والفلسفة الهندية، والريج فيدا.

## النشأة والتعليم
ولد غرسولد في 24 مايو، عام 1860 في درايدن ونيويورك. التحق بكلية يونيون في شينيكتادي في نيويورك من 1881 حتى 1885، ثم بعدها التحق بمدرسة يونيون اللاهوتية في نيويورك بَيَن عاميَّ 1885 حتى 1888. وخلال العامين التاليين، حصل غرسولد على زمالة في جامعتي أكسفورد وبرلين .